# Chlorophyllum rachodes
Chlorophyllum rachodes (Vittad.) Vellinga, 2002 è un fungo basidiomicete della famiglia Agaricaceae.
È simile a Macrolepiota procera ma di taglia mediamente più piccola.

Sebbene in passato fosse considerata commestibile dopo cottura, recenti studi ne hanno dimostrato la tossicità anche da cotta, ragione per cui se ne sconsiglia vivamente il consumo per fini alimentari .

## Etimologia
Dal greco rhakódes (ῥαχόδες) = cencioso, per le grosse squame derivanti dalla screpolatura della cuticola del cappello.

## Descrizione della specie

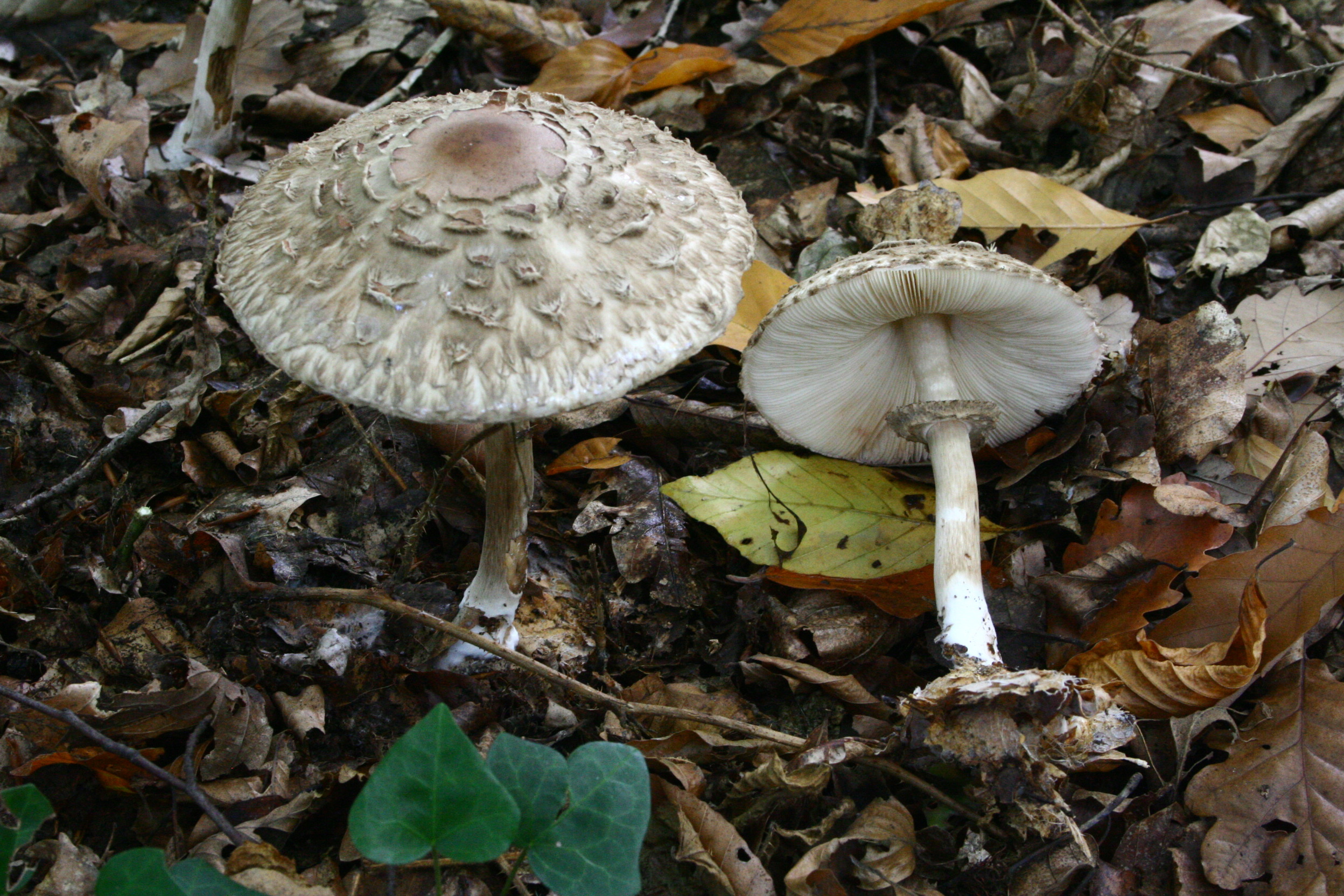
Chlorophyllum rachodes

### Cappello
Da 5 a 20 cm di diametro, semiovale, poi campanulato, carnoso e soffice, con cuticola desquamata in grosse scaglie grigio-brunastre profondamente inserite nella carne del cappello, tranne alla sommità che resta liscia e brunastra.

### Lamelle
Fitte, bianche, al tatto si colorano in rosso-mattone, libere al gambo.

### Gambo

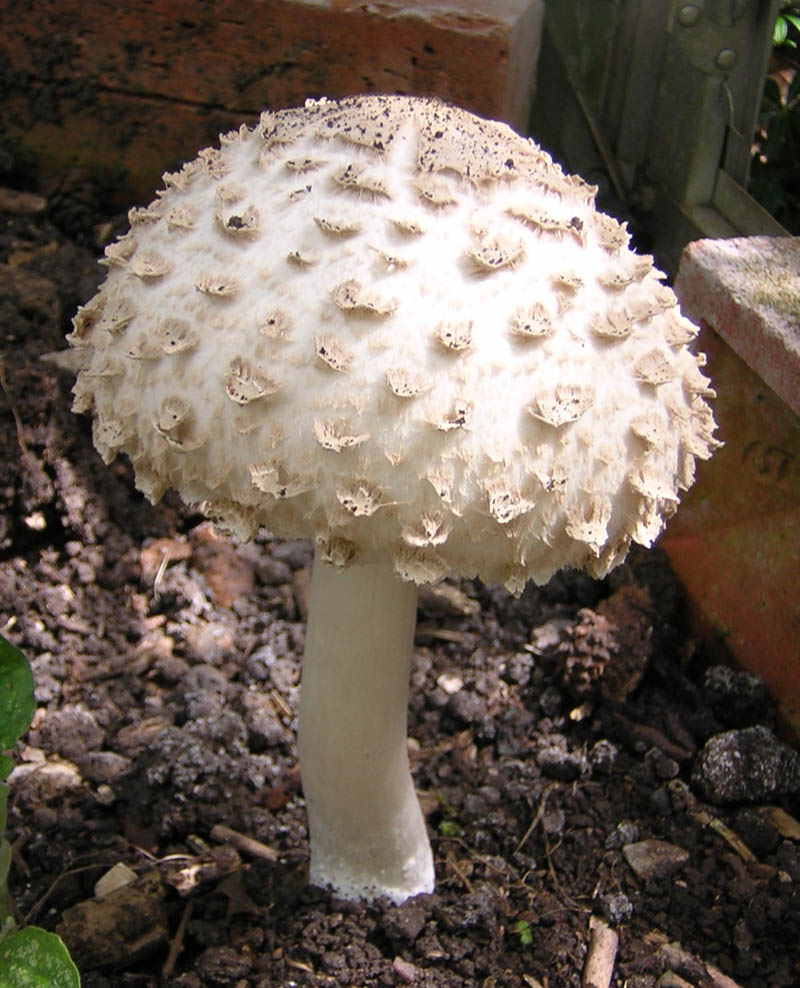
Esemplare dal cappello chiuso

Grigio-bruno, cilindrico, ingrossato alla base, liscio senza nessuna ornamentazione.
La carne del gambo vira al rosso se sfregata o al taglio.

### Anello
Mobile, doppio, biancastro e membranoso.

### Carne
Bianca, fragile. Virante al rosso al taglio.
- Odore: fungino o di patata cruda.
- Sapore: grato, di nocciole.

### Spore
Ellittiche, bianche in massa, lisce, con poro germinativo, 9-11 x 6,5-7,5 µm.

## Distribuzione e habitat
Cresce dall'estate all'autunno, nei prati, nelle radure dei boschi e nei coltivi, spesso anche in ambiente antropizzato.

## Commestibilità
Da evitare. Velenoso da crudo e leggermente tossico anche da cotto . Può provocare lievi gastroenteriti .

## Specie simili
- Macrolepiota excoriata (commestibile)
- Macrolepiota molybdites (velenoso)
- Macrolepiota procera (ottimo commestibile)

## Sinonimi e binomi obsoleti
- Agaricus rhacodes Vittad. , Descr. fung. mang. Italia: 158 (1835)
- Agaricus procerus b rachodes (Vittad.) Rabenh., Deutschl. Krypt.-Fl. (Leipzig) 1: 574 (1844)
- Lepiota rachodes (Vittad.) Quél. [as 'rachodes'], Mém. Soc. Émul. Montbéliard, Sér. 2 5: 70 (1872)
- Lepiota rachodes (Vittad.) Quél., Mém. Soc. Émul. Montbéliard, Sér. 2 5: 70 (1872) f. rachodes
- Lepiota rachodes (Vittad.) Quél., Mém. Soc. Émul. Montbéliard, Sér. 2 5: 70 (1872) subsp. rachodes
- Lepiota rachodes (Vittad.) Quél., Mém. Soc. Émul. Montbéliard, Sér. 2 5: 70 (1872) var. rachodes
- Lepiota procera var. rachodes (Vittad.) Massee, Brit. Fung.-Fl. (London) 3: 234 (1893)
- Lepiotophyllum rhacodes (Vittad.) Locq., Bull. mens. Soc. linn. Lyon 11: 40 (1942)
- Lepiotophyllum rachodes (Vittad.) Locq., Bull. mens. Soc. linn. Soc. Bot. Lyon 11: 40 (1942) var. rachodes
- Leucocoprinus rhacodes (Vittad.) Pat., Essai Tax. Hyménomyc. (Lons-le-Saunier): 171 (1900)
- Macrolepiota rachodes (Vittad.) Singer, Lilloa 22: 417 (1951) var. rachodes
- Macrolepiota rachodes (Vittad.) Singer, Lilloa 22: 417 (1951)
- Macrolepiota rachodes (Vittad.) Singer, Lilloa 22: 417 (1951) f. rachodes
- Macrolepiota venenata Bon, Docums Mycol. 9(no. 35): 13 (1979)
- Agaricus procerus sensu Sowerby [Col. Fig. Engl. Fung. Vol. 2, pl. 190 (1777)]; fide Checklist of Basidiomycota of Great Britain and Ireland (2005)
- Agaricus rachodes Vittad., Descr. fung. mang. Italia: 158 (1835) var. rachodes
- Lepiota rachodes subsp. puellaris Fr., Monogr. Hymenomyc. Suec. (Upsaliae) 2(2): 285 (1863)
- Agaricus rachodes var. candidus Bagl., Nuovo G. bot. ital. 18: 233 (1886)
- Lepiota rachodes f. riograndensis Rick, (1939)
- Macrolepiota rachodes var. venenata (Bon) Gminder, Die Großpilze Baden-Württembergs, 4. Ständerpilze: Blätterpilze II (Stuttgart): 443 (2003)
- Chlorophyllum venenatum (Bon) C. Lange & Vellinga, Svampe 50: 23-42 (2008)[4]

## Galleria d'immagini

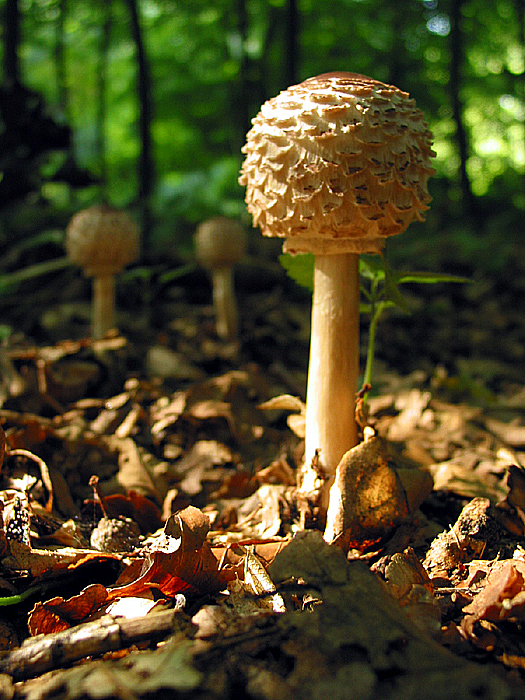
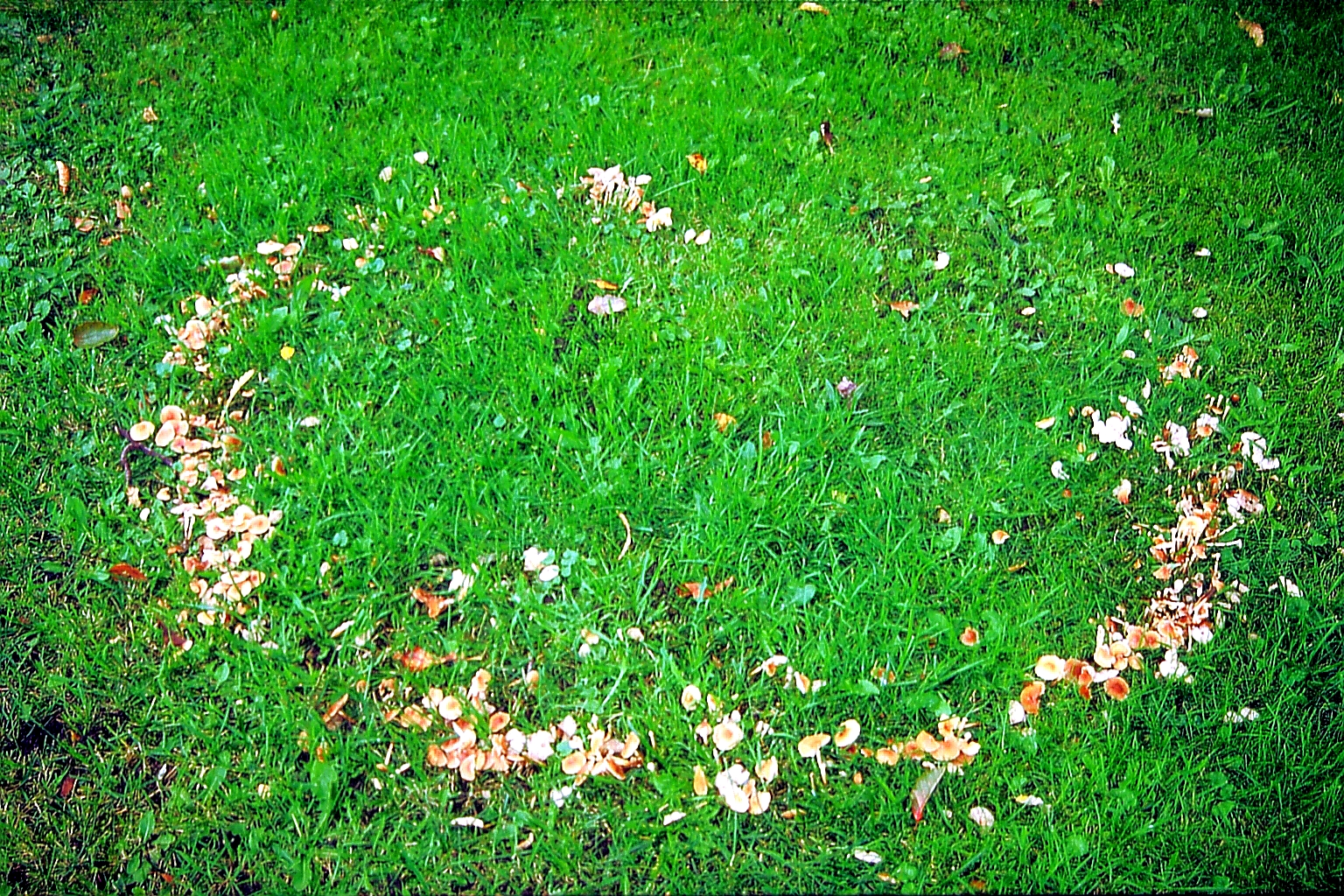
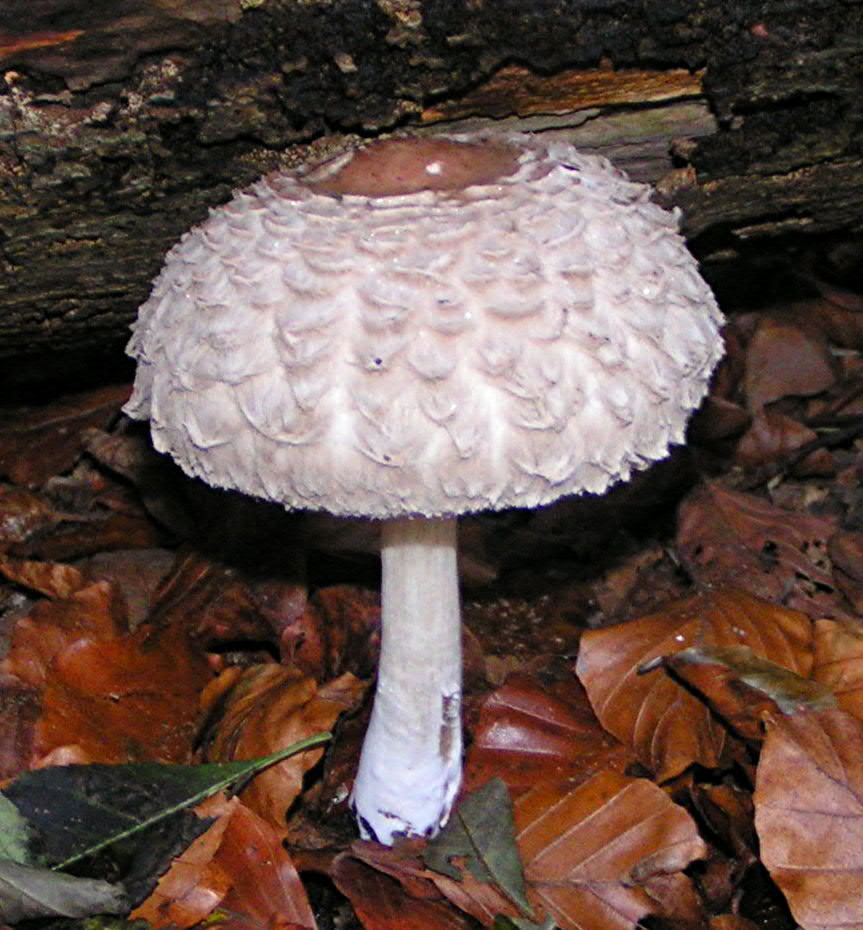
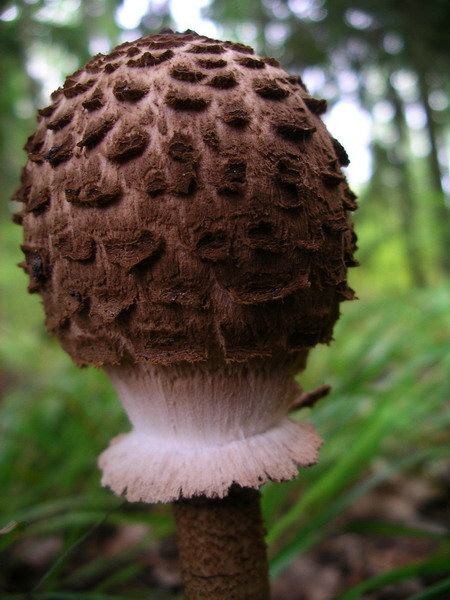